# Internet Mail Consortium
Internet Mail Consortium (IMC) – organizacja z siedzibą w Santa Cruz, Kalifornia, utworzona w 1996 r. przez Paula Hoffmana i Dave'a Crockera, która promuje internetowe standardy poczty elektronicznej. Do członków założycieli należą m.in. Microsoft, Netscape, Qualcomm i Sun Microsystems. IMC rejestruje listy funkcji poczty elektronicznej obsługiwanych przez programy tworzone przez jej członków, jak również listy RFC dla wszystkich standardów poczty elektronicznej.